# 巴拉望軟毛鼠屬
巴拉望軟毛鼠屬（學名：Palawanomys），是囓齒目鼠科的一個單型屬，僅包含巴拉望軟毛鼠（學名：Palawanomys furvus）一種。巴拉望軟毛鼠只有在菲律賓巴拉望島曼塔灵阿汉山海拔約1370公尺處被發現的紀錄，目前對其了解仍少。

## 下属物种
本属包括以下物种：
- 巴拉望軟毛鼠 Palawanomys furvus Musser & Newcomb, 1983